# Macadam Jazz
Macadam Jazz est un festival annuel de jazz qui se déroule en été à Périgueux, en France.

## Historique
Voici la liste des pays invités par année :
- 2009 :  Catalogne[1]
- 2010 :  Belgique[1]
- 2011 :  Pays-Bas[2],[3]
- 2012 :  France et  Corée du Sud (Lionel Belmondo, Stéphane Belmondo, Youn Sun Nah, Géraldine Laurent, Émile Parisien et Daniel Huck entre autres)[4],[5]
- 2013 :  France et  États-Unis[6], 5 200 spectateurs[7]
- 2014 :  France,  Pologne[8] et  États-Unis, ~ 6 000 spectateurs[7]

La 23e édition du festival a eu lieu en 2014.

## Organisation
Le festival est co-organisé par « Culture loisirs animations Périgueux » (Clap) et Jazzogène jusqu'en 2012, date à laquelle Jazzogène décide de se retirer, « trouvant la subvention insuffisante ». L'organisation est menée par Francis Célerier, directeur du Conservatoire de musique et de danse de la Haute-Vienne, à Feytiat.
Depuis 2006, la subvention de la ville pour organiser le festival s'élève à 15 800 euros pour six concerts.
Les concerts, tous gratuits, se déroulent à chaque fois sur une place différente de la ville de Périgueux.
Macadam Jazz était précédemment organisé à raison d'un concert par semaine en été ; son édition 2025 est regroupée sur trois jours de fin juillet, du vendredi au dimanche, avec douze concerts.